# Macarisia humbertiana
Macarisia humbertiana är en tvåhjärtbladig växtart som beskrevs av Arenes. Macarisia humbertiana ingår i släktet Macarisia, och familjen Rhizophoraceae. Inga underarter finns listade i Catalogue of Life.